# Pernille Wibe
Pernille Bjørseth Wibe (født 17. april 1988 i Oslo) er en norsk håndboldspiller som spiller som stregspiller for Issy Paris Hand. Hun har tidliger spillet i Larvik HK, hvor hun blev hentet ind fra Byåsen som en erstatning for Heidi Løke, etter at hun forlod klubben til fordel for den ungarske klub Győr. I Larvik blev Wibe genforenet med sine holdkammerater fra tiden i Bækkelaget, tvillingesøsterene Nora Mørk og Thea Mørk.
D. 26. marts 2011 debuterede hun på landsholdet i en kamp mod Rusland. Hun var en del af bruttotruppen til VM 2011, selvom hun dog ikke var blandt de 16 spillere som deltog i selve mesterskabet.